# Spodnja Rečica, Laško
Spodnja Rečica je naselje v Občini Laško. Nastalo je leta 1984 z razdelitvijo naselja Rečica na ločeni naselji Spodnja Rečica in Zgornja Rečica. Leta 2015 je imelo 617 prebivalcev.